# Stiff Records
Stiff Records é uma gravadora criada em 1976, na cidade de Londres, pelos empresários Dave Robinson e Andrew Jakeman (mais conhecido como Jake Riviera). A gravadora durou até 1985, porém acabou voltando à ativa em 2007.
Em 2017, a gravadora foi adquirida pela Universal Music Group.

## Artistas lançados pela Stiff Records
Apesar de ser uma gravadora associada ao punk rock e new wave, a Stiff Records também foi casa de diversos artistas, incluindo:
| - The Adverts - Alberto y Lost Trios Paranoias - Any trouble - The Belle Stars - The Bongos - Joe Carrasco - Elvis Costello - Jakko Jakszyk - Devo (Mais tarde, diversos artistas da Stiff Records fizeram versões covers do single "Be Stiff"). - The Damned - Dr. Feelgood - Ian Dury and the Blockheads - Dave Edmunds - The Displacements - The Enemy - The Feelies - Furniture - Richard Hell e The Voidoids - Mickey Jupp - Jona Lewie - Lew Lewis - Lene Lovich - Nick Lowe | - Madness - Kirsty MacColl - The Members - Motörhead - Graham Parker e The Rumour - Pink Fairies - Plasmatics - Plummet Airlines - The Pogues - The Prisoners - Rachel Sweet - The Sports - Bobby Tench - Tenpole Tudor - Sean Tyla e Tyla Gang - Tracey Ullman - The Undead - Max Wall - Larry Wallis - Wazmo Nariz - Wreckless Eric - Yachts - Yello |